# Regent (Dakota del Nord)
Regent è un centro abitato (city) degli Stati Uniti d'America, situato nella Contea di Hettinger, nello Stato del Dakota del Nord. Nel censimento del 2000 la popolazione era di 211 abitanti. La città è stata fondata nel 1910.

## Geografia fisica
Secondo i rilevamenti dell'United States Census Bureau, la località di Regent si estende su una superficie di 1,40 km², tutti occupati da terre.

## Popolazione
Secondo il censimento del 2000, a Regent vivevano 211 persone, ed erano presenti 62 gruppi familiari. La densità di popolazione era di 149 ab./km². Nel territorio comunale si trovavano 126 unità edificate. Per quanto riguarda la composizione etnica degli abitanti, il 98,58% era bianco e l'1,42% era nativo. La popolazione di ogni razza ispanica rappresentava lo 0,47% della popolazione.
Per quanto riguarda la suddivisione della popolazione in fasce d'età, il 23,2% era al di sotto dei 18, il 1,9% fra i 18 e i 24, il 19,9% fra i 25 e i 44, il 20,4% fra i 45 e i 64, mentre infine il 34,6% era al di sopra dei 65 anni di età. L'età media della popolazione era di 50 anni. Per ogni 100 donne residenti vivevano 91,8 maschi.